# 樹木法 (香港)
樹木法是一項由香港不同團體倡議，保護及制衡濫砍樹木的法例，但現時政府未有計劃落實。現時樹木法細節亦未有共識，但大方向上得到部分政黨支持。部分支持人士認為，路政署被抨擊未有通知就胡亂斬樹，與保育樹木的理念背道而馳。

## 立場

### 民主黨
- 民主黨環境政策副發言人、中西區區議員(2016年後成為立法會議員)許智峯於2015年曾批評政府的樹木政策一向是「寧濫斬，莫傷人」，又拍攝英語短片，呼籲國際機構、環保組職及專業團體簽署，介入向港府施壓。[2]
- 申訴專員公署主動調查地政總署在2018年對香港大學鄧志昂樓前兩棵樹的砍樹處理報告，並於2019年2月發表報告。許智峯回應表示失望，並要求政府立刻定立樹木法以保護樹木，又批評公署是對政府「小罵大幫忙」。[3]
- 於2015-2019年間，中西區接連有突發斬樹行動，中西區區議會環境改善及綠化美化工作小組主席、民主黨區議員鄭麗琼指，民主黨一直倡議訂立《樹木法》，清楚界定保護樹木的方法及斬樹的程序與標準。。[1]

### 公民黨
- 公民黨立法會議員陳淑莊於2018年5月曾在立法會答問時間質問行政長官林鄭月娥會否定立《樹木法》，林鄭月娥稱持「審慎開放的態度」。[4]
- 於發表的2018-19年度公民黨施政報告意見書中，公民黨要求儘快訂立《樹木法》，繼續加強樹木護養及管理方面的人才培訓和資源投放。[5]